# Barão de Ribeira de Pena
Barão de Ribeira de Pena é um título nobiliárquico criado por D. Maria II de Portugal, por Decreto de 19 de Fevereiro de 1851, em favor de Francisco Xavier de Andrade e Almeida Pacheco de Sousa Leitão.
Titulares
1. Francisco Xavier de Andrade e Almeida Pacheco de Sousa Leitão, 1.º Barão de Ribeira de Pena;
2. Francisco Xavier de Andrade e Almeida de Valadares, 2.º Barão de Ribeira de Pena.

Após a Implantação da República Portuguesa, e com o fim do sistema nobiliárquico, usaram o título: 
1. Francisco Xavier Mouzinho da Silveira Canavarro de Valadares, 3.º Barão de Ribeira de Pena;
2. António Canavarro de Valadares e Aguiar Pacheco de Andrade, 4.º Barão de Ribeira de Pena;
3. Francisco Canavarro de Valadares Botelho de Oliveira Leite, 5.º Barão de Ribeira de Pena.